# 파나마 페이퍼스의 명단 목록
다음은 파나마 페이퍼스에 이름을 올린 사람의 목록이다.

## 정치인

### 국가 지도자
- 사우디아라비아
  - 살만 빈 압둘아지즈 알사우드 - 사우디아라비아의 국왕
  - 무하마드 빈 나예프 - 사우디아라비아의 왕세자
- 수단
  - 아메드 알리 알미르가니 - 전 수단의 대통령
- 아랍에미리트
  - 할리파 빈 자이드 나하얀 - 아랍에미리트의 대통령이자 아부다비의 국왕
- 아르헨티나
  - 마우리시오 마크리 - 아르헨티나의 대통령
- 아이슬란드
  - 시그뮌뒤르 다비드 귄뢰이그손 - 아이슬란드의 총리
- 요르단
  - 알리 아부 알 라그합 - 전 요르단의 총리
- 우크라이나
  - 페트로 포로셴코 - 우크라이나의 대통령
  - 파블로 라자렌코 - 전 우크라이나의 총리
- 이라크
  - 아야드 알라위 - 전 이라크의 총리
- 조지아
  - 비지나 이바니슈빌리 - 전 조지아의 총리
- 카타르
  - 하마드 빈 자심 빈 자베르 알사니 - 전 카타르의 총리
  - 하마드 빈 할리파 알사니 - 전 카타르의 국왕

#### 친인척 및 측근
- 가나
- 존 쿠푸오르 전 가나의 대통령 아들.
- 기니
  - 마마디 투레 - 전 기니의 대통령 란사나 콩테의 부인.
- 남아프리카공화국
  - 클라이브 주마 - 현 남아프리카공화국의 대통령 제이컵 주마의 조카.
- 말레이시아
  - 나집 라작 현 말레이시아의 총리 아들
- 멕시코
  - 후안 알마도 히노호사 - 현 멕시코의 대통령 엔리케 페냐 니에토의 측근.
- 모로코
  - 무니르 마지디 - 현 모로코의 국왕 무함마드 6세의 비서.
- 러시아
  - 블라디미르 푸틴 현 러시아의 대통령의 친구 세르게이 롤두긴, 측근 아르카디 로텐베르크.
- 스페인
  - 발다호스 공작부인 - 후안 카를로스 1세 전 스페인의 국왕의 누나.
  - 필라르 데 보르본 - 후안 카를로스 1세 전 스페인의 국왕의 누나.
- 시리아
  - 라미, 하페즈 알아사드 - 현 시리아의 대통령 바샤르 알 아사드의 사촌.
- 중화인민공화국
  - 덩자구이 - 현 중국공산당 중앙위원회 총서기 시진핑의 매형.
  - 리샤오린 - 전 중화인민공화국 국무원 총리 리펑의 딸.
- 이집트
  - 알라 무바라크 - 전 이집트의 대통령 호스니 무바라크의 아들.
- 아제르바이잔
  - 일함 알리예프 현 아제르바이잔의 대통령 부인, 딸, 여동생.
- 파키스탄
- 나와즈 샤리프 현 파키스탄의 총리 자녀들.
- 아르헨티나
  - 다니엘 무뇨스 - 네스토르 키르치네르 및 크리스티나 페르난데스 전 아르헨티나의 대통령의 보좌관.
- 영국
  - 이언 캐머런 - 현 영국의 총리 데이비드 캐머런의 아버지.
- 코트디부아르
- 로랑 그바그보 전 코트디부아르의 대통령 측근.

### 친인척
- 가나
  - 코조 아난 - 전 유엔 사무총장 코피 아난의 아들.
- 팔레스타인
  - 모하메드 무스타파 - 팔레스타인 부총리
- 중화인민공화국
  - 재스민 리 - 자칭린 제10대 중국인민정치협상회의 주석의 손녀
- 나이지리아
  - 제임스 이보리 - 전 나이지리아 델타 주 주지사
- 페루
  - 세사르 알메이다 - 전 페루 국가정보위원회 수장
- 알제리
  - 아브데슬람 부슈아레브 - 알제리 산업광물부 장관
- 앙골라
  - 호세 마리아 보텔로 드 바스콘셀로스 - 앙골라 석유부 장관
- 아르헨티나
  - 네스토르 그린데티 - 전 아르헨티나 부에노스아이레스자치시 재무장관
- 르완다
  - 이마누엘 응다이로 - 전 르완다 정보부 수장

## 스포츠인

### 축구
- 네덜란드
  - 클라렌서 세이도르프
- 브라질
  - 윌리앙 보르지스 다 시우바
- 아르헨티나
  - 레오나르도 우요아
- 우루과이
  - 디에고 포를란
- 칠레
  - 이반 사모라노